# Florian Neuschwander
Florian „Flo(w)“ Neuschwander (* 1. Juni 1981 in Neunkirchen (Saar)) ist ein deutscher Langstrecken- und Ultraläufer.

## Werdegang
Florian Neuschwander begann als 15-Jähriger mit dem Laufen, vorher spielte er ab seinem sechsten Lebensjahr Tennis.
Nach Abbruch eines Sportstudiums absolvierte er eine erfolgreiche Ausbildung zum Einzelhandelskaufmann und wechselte 2008 zur LG Stadtwerke München, für die er bis 2010 startete. Zwischenzeitlich wohnte er ein Jahr in London und konnte von 18 Rennen in Großbritannien zehn gewinnen. Seine 2009 aufgestellte persönliche Bestzeit von 29:51,88 min über 10.000 m in Birmingham bedeutete Platz 5 der deutschen Jahresbestenliste.
Zunächst spezialisierte sich Neuschwander auf Mittel- und Langstreckenläufe, bevor er auf Ultramarathonläufe umstieg. Seinen ersten Ultratrail absolvierte und gewann er 2011 beim Trail Uewersauer (Luxemburg) in einer Zeit von 03:49:17 h auf 52,5 km. 2012 (3:27:27 h) und 2013 (3:36:07 h) konnte er diesen Lauf ebenfalls gewinnen.
Florian Neuschwander arbeitete in einem Frankfurter Laufladen; zu seinen Vorbildern zählt er unter anderem Steve Prefontaine. Mit Freundin und Kind lebt er in Inzell.
Einer breiten Öffentlichkeit wurde Neuschwander durch seinen Sieg beim Wings for Life World Run 2015 in Darmstadt bekannt. In der Folge konnte er die Marke „Run with the flow“ erfolgreich etablieren. Bei den IAU 100K World & European Championships 2015 in Winschoten (NLD) erreichte er den neunten Platz.
Am 3. Februar 2018 nahm Neuschwander am Sean O'Brien 100k teil, einem 100-Kilometer-Traillauf in Malibu. Er gewann das Rennen mit einer Zeit von 8:48:04 h und erhielt dadurch ein Golden Ticket – die Teilnahmeberechtigung – für den Western States Endurance Run.
Am 27. Februar 2020 lief Neuschwander in Thalgau einen Weltrekord über die 50-Kilometer-Strecke auf einem Laufband. Mit einer Zeit von 2:57:25 h blieb er um fast zwei Minuten unter dem erst am 14. Januar 2020 vom US-Amerikaner Mario Mendoza Jr. aufgestellten Laufband-Weltrekord von 2:59:03 h. Außerdem sicherte sich Neuschwander damit einen Eintrag ins Guinness-Buch der Rekorde. Am 16. April wurde der Rekord vom Schweizer Orientierungsläufer Matthias Kyburz auf 2:56:35 h verbessert. Neuschwander lief im Juni in den Berchtesgadener Alpen einen Marathon mit über 2000 hm in 2:59:42 Stunden.
2021 nahm Neuschwander am 30. Januar den 100-km-Laufband-Weltrekord in Angriff und unterbot mit 6:26:08 Stunden den alten Rekord von Mario Mendoza aus dem Jahr 2020 um mehr als 13 Minuten.
2023 holte er im Team den Weltrekord über 24 Stunden Staffel auf dem Laufband über 380,48 km mit einer durchschnittlichen Pace von 03:47 min/km.
Im April 2025 gewann der 43-Jährige den Halbmarathon im Düsseldorf-Marathon.

## Persönliche Bestzeiten
- 800 m: 1:56,14 min, 5. Juli 2012, Saarbrücken
- 1000 m: 2:29,66 min, 2002, Rehlingen
- 1500 m: 3:49,83 min, 30. Juli 2002, Rehlingen
- 3000 m: 8:25,54 min, 16. Juli 2000, Dresden
- 5000 m: 14:22,05 min, 23. Mai 2012, Koblenz
- 10.000 m: 29:51,88 min, 22. August 2009, Birmingham
- 10-km-Straßenlauf: 30:14 min, 30. Juli 2011, Ralingen
- Halbmarathon: 1:05:57 h, 2. Februar 2025, Bad Füssing[13]
- Marathon: 2:20:29 h, 14. April 2013, Bonn
- 50-km-Straßenlauf: 2:52:17 h, 10. April 2016, Ebershausen
- 100-km-Straßenlauf: 6:49:13 h, 12. September 2015, Winschoten

## Persönliche Erfolge
| Datum/Jahr    | Rang | Wettbewerb                                        | Austragungsort | Distanz          | Zeit     | Bemerkung                     |
| ------------- | ---- | ------------------------------------------------- | -------------- | ---------------- | -------- | ----------------------------- |
| 14. Juni 2025 | 7    | Zugspitz Ultratrail / Grainau Trail               | Grainau        | 16 km / 760 Hm ↑ | 01:14:58 | [ 14 ]                        |
| 4. Mai 2025   | 253  | Wings for Life World Run                          | München        | 46,02 km         |          | [ 15 ]                        |
| 27. Apr. 2025 | 1    | Düsseldorf-Marathon                               | Düsseldorf     | 21,1 km          | 01:07:12 | [ 16 ]                        |
| 22. Feb. 2025 | DNF  | 4. HaWei50 - 50 km Ultralauf rund um den Hardtsee | Ubstadt-Weiher | 50 km            | –        | Deutsche Meisterschaften 2025 |
| 2. Feb. 2025  | 3    | 30. Johannesbad Thermen-Marathon                  | Bad Füssing    | 21,1 km          | 01:05:59 | PBZ im Halbmarathon           |

| Datum/Jahr    | Rang | Wettbewerb                       | Austragungsort    | Distanz         | Zeit     | Bemerkung             |
| ------------- | ---- | -------------------------------- | ----------------- | --------------- | -------- | --------------------- |
| 30. Nov. 2024 | 1    | Großkarolinenfelder Nikolauslauf | Großkarolinenfeld | 10 km           | 00:31:16 | Streckenrekord        |
| 13. Okt. 2024 | 2    | 38. Generali München Marathon    | München           | 21,1 km         | 01:08:05 | [ 20 ]                |
| 1. Juni 2024  | 12   | mozart 100                       | St. Gilgen        | 39 km / 1650 Hm | 03:23:49 | [ 21 ]                |
| 5. Mai 2024   | 2    | Wings for Life World Run         | München           | 64,65 km        |          | sechster Platz global |

| Datum/Jahr    | Rang | Wettbewerb                                       | Austragungsort | Distanz                      | Zeit      | Bemerkung |
| ------------- | ---- | ------------------------------------------------ | -------------- | ---------------------------- | --------- | --------- |
| 30. Sep. 2023 | 12   | Roubion - Nice - 100K (Nice Côte d’Azur by UTMB) | Roubion        | 115 km / 4800 Hm (offiziell) | 14:30:49  | [ 23 ]    |
| 9. Juli 2023  | 203  | Ötztaler Radmarathon                             | Sölden         | 238 km / 5500 Hm (offiziell) | 8:48.41,8 | Debüt     |

| Datum/Jahr    | Rang | Wettbewerb               | Austragungsort   | Distanz  | Zeit     | Bemerkung                                                                                    |
| ------------- | ---- | ------------------------ | ---------------- | -------- | -------- | -------------------------------------------------------------------------------------------- |
| 20. Okt. 2019 | 1    | Wolfgangseelauf          | Wolfgangsee      | 42,2 km  | 02:41:40 | 9. Salzkammergut Marathon/48. Int. Wolfgangseelauf; Bad Ischl – St. Wolfgang; Streckenrekord |
| 22. Sep. 2019 | 1    | Tüttenseelauf            | Vachendorf       | 10 km    | 00:32:35 | 11. Vachendorfer Tüttenseelauf                                                               |
| 25. Mai 2019  | 1    | Stoißer Alm Berglauf     | Anger            | 7 km     | 00:31:23 | 35. Stoißer Alm Berglauf (620 Hm)                                                            |
| 5. Mai 2019   | 2    | Wings for Life World Run | München          | 61,59 km |          | dritter Platz global                                                                         |
| 28. Apr. 2019 | 5    | Hermannslauf             | Teutoburger Wald | 31,1 km  | 01:51:53 | 48. Hermannslauf (515 Hm); Detmold – Bielefeld                                               |
| 30. März 2019 | 3    | DM 50-km-Straßenlauf     | Grünheide        | 50 km    | 02:54:53 | XXXIX. Int. 100-km-Lauf von Grünheide/Störitz                                                |
| 23. Feb. 2019 | 1    | Wiesbadener Berglauf     | Wiesbaden        | 25 km    | 01:36:36 | 24. Wiesbadener Berglauf „Auf die Platte – fertig – los“ (890 Hm); Streckenrekord            |

| Datum/Jahr    | Rang | Wettbewerb                     | Austragungsort         | Distanz    | Zeit     | Bemerkung                                              |
| ------------- | ---- | ------------------------------ | ---------------------- | ---------- | -------- | ------------------------------------------------------ |
| 8. Sep. 2018  | 1    | Belchen-Berglauf               | Schönau im Schwarzwald | 11,4 km    | 00:49:20 | 13. Belchen-Berglauf (824 Hm)                          |
| 23. Juni 2018 | 35   | Western States 100             | Sierra Nevada          | 100 Meilen | 20:22:04 | Squaw Valley – Auburn                                  |
| 26. Mai 2018  | 1    | GutsMuths-Rennsteiglauf        | Thüringer Wald         | 73,5 km    | 05:14:13 | Eisenach – Schmiedefeld am Rennsteig                   |
| 6. Mai 2018   | 2    | Wings for Life World Run       | München                | 69,54 km   |          | fünfter Platz global                                   |
| 22. Apr. 2018 | 1    | Weiltalweg-Landschaftsmarathon | Weiltal                | Marathon   | 02:29:15 | Arnoldshain – Weilburg; Streckenrekord                 |
| 15. Apr. 2018 | 1    | Feldberglauf                   | Oberursel              | 9,7 km     | 00:38:55 | 29. Feldberglauf (585 Hm); Streckenrekord              |
| 18. März 2018 | 2    | Rund um den Winterstein        | Friedberg              | 29 km      | 01:46:52 | Aus Sicherheitsgründen (Schneechaos) Kürzung der 30 km |
| 3. Feb. 2018  | 1    | Sean O’Brien 100K              | Calabasas              | 100 km     | 08:48:04 | Western States 100 Golden Ticket Race                  |

| Datum/Jahr    | Rang | Wettbewerb                      | Austragungsort    | Distanz      | Zeit     | Bemerkung                                                        |
| ------------- | ---- | ------------------------------- | ----------------- | ------------ | -------- | ---------------------------------------------------------------- |
| 31. Dez. 2017 | 3    | Spiridon Silvesterlauf          | Frankfurt am Main | 10 km        | 00:30:50 | 39. Spiridon Mainova Silvesterlauf                               |
| 8. Okt. 2017  | DNF  | Gelita Trailmarathon Heidelberg | Heidelberg        | Marathon     | –        | 5. Gelita Trail Marathon Heidelberg                              |
| 15. Juli 2017 | 15   | Red Bull 400                    | Titisee-Neustadt  | 400 m        | 00:04:23 | Red Bull 400 Weltmeisterschaft (Berglauf 400 m Hochfirstschanze) |
| 10. Juni 2017 | 1    | Skatstadtmarathon Altenburg     | Altenburg         | Halbmarathon | 01:10:49 | Streckenrekord                                                   |
| 7. Mai 2017   | 3    | Wings for Life World Run        | Mailand           | 83,49 km     |          | sechster Platz global                                            |
| 9. Apr. 2017  | 33   | Paris-Marathon                  | Paris             | Marathon     | 02:27:14 | 41st Edition Schneider Electric Marathon de Paris                |
| 19. März 2017 | 28   | Lissabon-Halbmarathon           | Lissabon          | Halbmarathon | 01:09:25 | EDP Lisbon Half Marathon / Meia Maratona de Lisboa               |
| 19. Feb. 2017 | 1    | Triathlon Convention Europe Run | Langen (Hessen)   | 10 km        | 00:30:41 | TCE Run powered by TV Langen                                     |

| Datum/Jahr    | Rang | Wettbewerb                                   | Austragungsort   | Distanz  | Zeit     | Bemerkung                                               |
| ------------- | ---- | -------------------------------------------- | ---------------- | -------- | -------- | ------------------------------------------------------- |
| 27. Nov. 2016 | DNF  | IAU 100K World & European Championships 2016 | Los Alcázares    | 100 km   | –        | Ultramarathon-Weltmeisterschaften im 100-Kilometer-Lauf |
| 2. Okt. 2016  | 1    | Gelita Trailmarathon Heidelberg              | Heidelberg       | Marathon | 02:55:25 | 4. Gelita Trail Marathon Heidelberg                     |
| 10. Sep. 2016 | 8    | Jungfrau-Marathon                            | Interlaken       | Marathon | 03:14:59 | 42,195 km und 1.829 Höhenmeter                          |
| 20. Aug. 2016 | 1    | Rieder Stadtlauf                             | Ried im Innkreis | 10 km    | 00:31:32 | 33. Rieder Stadtlauf                                    |
| 17. Juli 2016 | 37   | Großglockner-Berglauf                        | Heiligenblut     | 13,1 km  | 01:31:16 | 13,1 km (1.494 Höhenmeter)                              |
| 8. Mai 2016   | 1    | Wings for Life World Run                     | München          | 63,66 km |          | siebzehnter Platz global                                |
| 27. Feb. 2016 | 1    | Marburger Lahntallauf                        | Marburg          | 30 km    | 01:42:28 | Streckenrekord, erstmalige Austragung                   |

| Datum/Jahr    | Rang | Wettbewerb                                        | Austragungsort   | Distanz      | Zeit     | Bemerkung                                                            |
| ------------- | ---- | ------------------------------------------------- | ---------------- | ------------ | -------- | -------------------------------------------------------------------- |
| 13. Dez. 2015 | 6    | Honolulu-Marathon                                 | Honolulu         | Marathon     | 02:27:58 | als bester Läufer hinter den Kenianern                               |
| 6. Dez. 2015  | 4    | XTERRA Trail Run World Championship Half Marathon | Kualoa Ranch     | Halbmarathon | 01:29:31 | Trailrunning-Weltmeisterschaften Halbmarathon                        |
| 12. Sep. 2015 | 9    | IAU 100K World & European Championships 2015      | Winschoten       | 100 km       | 06:49:13 | Ultramarathon-Weltmeisterschaften im 100-Kilometer-Lauf              |
| 14. Aug. 2015 | 1    | TransRockies Run                                  | Colorado         |              | 16:40:15 | Rennen über sechs Tage (Buena Vista-Beaver Creek), 9. bis 14. August |
| 28. Juni 2015 | 1    | Trierer Stadtlauf                                 | Trier            | 21,0975 km   | 01:08:59 | 32. Int. Trierer Stadtlauf                                           |
| 3. Mai 2015   | 1    | Wings for Life World Run                          | Darmstadt        | 74,56 km     |          | sechster Platz global                                                |
| 4. Apr. 2015  | 1    | Shotgun Trail Blast                               | Marcola (Oregon) | 50 km        | 03:38:40 | Streckenrekord Shotgun Trail Blast 50K                               |
| 28. Feb. 2015 | 2    | Marburger Lahntallauf                             | Marburg          | 50 km        | 03:05:21 | Deutsche Meisterschaften 50 km 2015                                  |

| Datum/Jahr    | Rang | Wettbewerb                 | Austragungsort    | Distanz      | Zeit     | Bemerkung                   |
| ------------- | ---- | -------------------------- | ----------------- | ------------ | -------- | --------------------------- |
| 26. Okt. 2014 | 37   | Frankfurt-Marathon         | Frankfurt am Main | 42,195 km    | 02:29:10 | 34. BMW Frankfurt Marathon  |
| 12. Okt. 2014 | 1    | Offenbacher Mainuferlauf   | Offenbach         | Halbmarathon | 01:07:02 | Streckenrekord Halbmarathon |
| 29. Juni 2014 | 4    | Trierer Stadtlauf          | Trier             | 21,0975 km   | 01:09:15 | 31. Int. Trierer Stadtlauf  |
| 25. Jan. 2014 | 1    | 50-km-Ultramarathon Rodgau | Rodgau            | 50 km        | 02:58:43 | Streckenrekord 2014–2016    |

| Datum/Jahr    | Rang | Wettbewerb                       | Austragungsort | Distanz    | Zeit     | Bemerkung                                       |
| ------------- | ---- | -------------------------------- | -------------- | ---------- | -------- | ----------------------------------------------- |
| 31. Dez. 2013 | 29   | Silvesterlauf Trier              | Trier          | 8 km       | 00:24:45 | 24. Bitburger Silvesterlauf                     |
| 13. Okt. 2013 | 1    | Essen-Marathon                   | Essen          | Marathon   | 02:21:28 | 51. RWE Marathon 2013 (Rund um den Baldeneysee) |
| 6. Juli 2013  | 2    | IAU-Trail Weltmeisterschaft 2013 | Llanrwst       | 77 km      | 05:45:16 | Vizeweltmeister Ultra-Trail WM                  |
| 30. Juni 2013 | 1    | Trierer Stadtlauf                | Trier          | 21,0975 km | 01:08:49 | 30. Int. Trierer Stadtlauf                      |
| 12. Mai 2013  | 1    | Ruhrmarathon                     | Gelsenkirchen  | Marathon   | 02:25:57 | 1. VIVAWEST-Marathon                            |
| 14. Apr. 2013 | 5    | Bonn-Marathon                    | Bonn           | Marathon   | 02:20:29 | Bester europäischer Läufer                      |
| 26. Jan. 2013 | 1    | 50-km-Ultramarathon Rodgau       | Rodgau         | 50 km      | 03:08:47 | Ultramarathon                                   |

| Datum/Jahr    | Rang | Wettbewerb                | Austragungsort | Distanz      | Zeit     | Bemerkung                                                              |
| ------------- | ---- | ------------------------- | -------------- | ------------ | -------- | ---------------------------------------------------------------------- |
| 7. Sep. 2012  | 1    | Rheinland-Meisterschaften | Trier          | 10.000 m     | 00:30:12 | Rheinland-Meisterschaften 10.000 Meter mit Rahmen SWT-Flutlichtmeeting |
| 24. Juni 2012 | 1    | Trierer Stadtlauf         | Trier          | 10 km        | 00:30:53 | 29. Int. Trierer Stadtlauf                                             |
| 17. Juni 2012 | 18   | Deutsche Meisterschaften  | Wattenscheid   | 5000 m       | 00:14:37 | 112. Deutsche Leichtathletik-Meisterschaften                           |
| 23. Mai 2012  | 9    | Mini-Internationales      | Koblenz        | 5000 m       | 00:14:23 | 30. Int. „Mini-Internationale“                                         |
| 5. Mai 2012   | 3    | StrongmanRun              | Nürburgring    | 21,6 km      | 01:41:31 | Extrem-Hindernislauf                                                   |
| 10. März 2012 | 18   | Deutsche Meisterschaften  | Ohrdruf        | 4100 m       | 00:13:06 | Deutsche Meisterschaften Crosslauf Mittelstrecke                       |
| 26. Feb. 2012 | 1    | Rheinland-Meisterschaften | Gerolstein     | 3600 m       | 00:12:00 | Rheinland-Meisterschaften Crosslauf Mittelstrecke                      |
| 12. Feb. 2012 | 1    | Saarbrücken-Halbmarathon  | Saarbrücken    | Halbmarathon | 01:10:03 | 6. DAK Halbmarathon Saarbrücken                                        |

| Datum/Jahr    | Rang | Wettbewerb                      | Austragungsort       | Distanz      | Zeit     | Bemerkung                                              |
| ------------- | ---- | ------------------------------- | -------------------- | ------------ | -------- | ------------------------------------------------------ |
| 31. Dez. 2011 | 22   | Silvesterlauf Trier             | Trier                | 8 km         | 00:24:39 | 22. Bitburger Silvesterlauf                            |
| 25. Sep. 2011 | 39   | Berlin-Marathon                 | Berlin               | Marathon     | 02:22:23 | drittbester deutscher Läufer                           |
| 10. Sep. 2011 | 18   | Deutsche Meisterschaften        | Oelde                | 10 km        | 00:30:44 | Deutsche Straßenlaufmeisterschaften 10 km              |
| 20. Aug. 2011 | 1    | Rheinland-Pfalz Meisterschaften | Selters              | 10.000 m     | 00:30:20 | Rheinland-Pfalz Meisterschaften 10.000 Meter           |
| 22. Mai 2011  | 12   | Hamburg-Marathon                | Hamburg              | Marathon     | 02:24:11 | Haspa Marathon Hamburg                                 |
| 17. Apr. 2011 | 1    | StrongmanRun                    | Nürburgring          | 19,6 km      | 01:21:27 | Extrem-Hindernislauf                                   |
| 27. März 2011 | 1    | Westdeutsche Meisterschaften    | Mülheim an der Mosel | Halbmarathon | 01:07:53 | Westdeutsche- & Rheinland Meisterschaften Halbmarathon |
| 13. März 2011 | 1    | Bienwald-Marathon               | Kandel               | Marathon     | 02:28:17 | 36. Internationaler Bienwald-Marathon Kandel           |
| 5. März 2011  | 11   | Deutsche Meisterschaften        | Löningen             | 10.300 m     | 00:33:07 | Deutsche Meisterschaften Crosslauf Langstrecke         |
| 30. Jan. 2011 | 2    | Rheinland-Meisterschaften       | Diez                 | 9050 m       | 00:30:35 | Rheinland-Meisterschaften Crosslauf Langstrecke        |
| 30. Jan. 2011 | 1    | Rheinland-Meisterschaften       | Diez                 | 3390 m       | 00:10:41 | Rheinland-Meisterschaften Crosslauf Mittelstrecke      |

| Datum/Jahr    | Rang | Wettbewerb               | Austragungsort | Distanz      | Zeit     | Bemerkung                                      |
| ------------- | ---- | ------------------------ | -------------- | ------------ | -------- | ---------------------------------------------- |
| 26. Sep. 2010 | 27   | Berlin-Marathon          | Berlin         | Marathon     | 02:23:58 | Drittbester deutscher Läufer                   |
| 11. Sep. 2010 | 32   | Deutsche Meisterschaften | Ohrdruf        | 10 km        | 00:31:30 | Deutsche Straßenlaufmeisterschaften 10 km      |
| 19. Mai 2010  | 12   | Mini-Internationales     | Koblenz        | 5000 m       | 00:14:39 | 28. Int. „Mini-Internationale“                 |
| 18. Apr. 2010 | 5    | Deutsche Meisterschaften | Bad Liebenzell | Halbmarathon | 01:06:20 | Deutsche Meisterschaften Halbmarathon          |
| 6. März 2010  | 8    | Deutsche Meisterschaften | Stockach       | 10.200 m     | 00:30:52 | Deutsche Meisterschaften Crosslauf Langstrecke |

| Datum/Jahr    | Rang | Wettbewerb                    | Austragungsort        | Distanz      | Zeit     | Bemerkung                                           |
| ------------- | ---- | ----------------------------- | --------------------- | ------------ | -------- | --------------------------------------------------- |
| 30. Okt. 2009 | 1    | Last Friday of the Month      | London                | 5 km         | 00:14:47 | Harbour Club Serpentine Last Friday of the Month 5k |
| 22. Aug. 2009 | 3    | BMC Regional Races            | Birmingham            | 10.000 m     | 00:29:52 |                                                     |
| 29. Mai 2009  | 1    | Last Friday of the Month      | London                | 5 km         | 00:14:48 | Harbour Club Serpentine Last Friday of the Month 5k |
| 15. Feb. 2009 | 1    | Tunbridge Wells Half Marathon | Royal Tunbridge Wells | Halbmarathon | 01:08:48 | The Children’s Mutual Tunbridge Wells Half Marathon |

| Datum/Jahr    | Rang | Wettbewerb                 | Austragungsort | Distanz      | Zeit     | Bemerkung                                      |
| ------------- | ---- | -------------------------- | -------------- | ------------ | -------- | ---------------------------------------------- |
| 13. Sep. 2008 | 20   | Deutsche Meisterschaften   | Karlsruhe      | 10 km        | 00:30:42 | Deutsche Straßenlaufmeisterschaften 10 km      |
| 12. Juli 2008 | 2    | Bayerische Meisterschaften | München        | 5000 m       | 00:14:37 | BLV-Meisterschaften                            |
| 29. Juni 2008 | 1    | Stadtlauf München          | München        | Halbmarathon | 01:08:26 |                                                |
| 4. Mai 2008   | 6    | Gutenberg-Marathon         | Mainz          | Marathon     | 02:23:04 | Deutsche Meisterschaften Marathon              |
| 6. Apr. 2008  | 2    | Deutsche Meisterschaften   | Calw           | Halbmarathon | 01:06:37 | Deutsche Meisterschaften Halbmarathon          |
| 8. März 2008  | 6    | Deutsche Meisterschaften   | Ohrdruf        | 9900 m       | 00:30:24 | Deutsche Meisterschaften Crosslauf Langstrecke |
| 17. Feb. 2008 | 2    | Saarbrücken-Halbmarathon   | Saarbrücken    | Halbmarathon | 01:07:00 | 2. DAK Halbmarathon Saarbrücken                |

| Datum/Jahr    | Rang | Wettbewerb                        | Austragungsort | Distanz      | Zeit     | Bemerkung                                 |
| ------------- | ---- | --------------------------------- | -------------- | ------------ | -------- | ----------------------------------------- |
| 15. Sep. 2007 | 6    | Deutsche Meisterschaften          | Mannheim       | 10 km        | 00:30:17 | Deutsche Straßenlaufmeisterschaften 10 km |
| 2. Sep. 2007  | 6    | Deutsche Meisterschaften          | Bad Liebenzell | Halbmarathon | 01:07:12 | Deutsche Meisterschaften Halbmarathon     |
| 24. Juni 2007 | 1    | City-Lauf Saarbrücken             | Saarbrücken    | 10 km        | 00:30:36 | 19. Sparkassen-City-Lauf                  |
| 18. März 2007 | 1    | Deutsch-Französischer Straßenlauf | Saarbrücken    | Halbmarathon | 01:06:50 | 26. Deutsch-Französischer Straßenlauf     |
| 4. März 2007  | 6    | Rund um das Bayer-Kreuz           | Leverkusen     | 10 km        | 00:30:58 | 26. Straßenlauf „Rund um das Bayerkreuz“  |

| Datum/Jahr    | Rang | Wettbewerb               | Austragungsort | Distanz | Zeit     | Bemerkung                                 |
| ------------- | ---- | ------------------------ | -------------- | ------- | -------- | ----------------------------------------- |
| 10. Sep. 2006 | 15   | Deutsche Meisterschaften | Regensburg     | 10 km   | 00:31:12 | Deutsche Straßenlaufmeisterschaften 10 km |
| 25. Juni 2006 | 1    | City-Lauf Saarbrücken    | Saarbrücken    | 10 km   | 00:30:55 | 18. Sparkassen-City-Lauf                  |

| Datum/Jahr   | Rang | Wettbewerb               | Austragungsort    | Zeit     | Bemerkung |
| ------------ | ---- | ------------------------ | ----------------- | -------- | --- |
| 6. Aug. 2017 | 24   | Frankfurt-City-Triathlon | Frankfurt am Main | 04:00:19 | Mitteldistanz (2 km Schwimmen, 80 km Radfahren und 20 km Laufen)                                                     |
| 6. Mai 2016  | 11   | 5150 Kraichgau           | Kraichgau         | 01:53:51 | Olympische Distanz (1,5 km Schwimmen, 40 km Radfahren und 10 km Laufen); kein Schwimmen wegen aufziehenden Gewitters |